# Шагидуллин, Альберт
Альберт Шагидуллин (род. 1966, село Новый Субай, Башкирская АССР) — оперный певец (баритон).

## Биография
Окончив школу, поступил в Уфимский нефтяной институт. С 1984 одновременно обучался в Уфимском государственном институте искусств у профессора Мажита Алкина, затем (с 1988) — в Московской консерватории в классе профессора Евгения Нестеренко. Ещё будучи студентом, победил во многих международных конкурсах: Конкурс Франциско Виньяс в Барселоне (1990, премия «Madronita Andreu»), Конкурс Марии Каллас в Афинах (1991), конкурс Бельведер в Вене (1991), Вервье конкурс (1991), CIEM конкурс в Женеве (1991) и Паваротти конкурс в Филадельфии (1991), который принёс ему широкую известность.
На оперной сцене дебютировал в 1991 в роли Энрико («Лючия ди Ламмермур») в Дублине. С тех пор гастролирует в операх Гамбурга, Берлина, Штутгарта, Мюнхена, Дрездена, Стокгольма, Лиона, Бордо, Парижа, Рима, Палермо, Кальяри, Генуи, Болоньи, Неаполя, Милана, Барселоны, Мадрида, Лиссабона, Вены, Амстердама, Брюсселя, Сантьяго, Сан-Паоло, Стокгольма, Токио и др.
Выступал на Зальцбургском фестивале, на фестивале в Брегенце, на Глайндборнском фестивале, на Кимзее фестивале, на Вексфордском фестивале, на Эхтернакском фестивале, фестивале в Макао и др.
Выступал с известными дирижёрами: Клаудио Аббадо, Зубин Мета, Геннадий Рождественский, Вун Чунг, Джеймс Конлон, Кент Нагано, Валерий Гергиев, Кристофер Хогвуд, Риккардо Мути, Джеймс Ливайн, Марчелло Виотти, Рафаэль Фрюбек де Бургос, Нелло Санти, Хесус Лопес Кобос, Мишель Плассон и др. Сотрудничает с известными режиссёрами: Грэм Вик, Джонатан Миллер, Герберт Вернике, Франческа Замбелло, Франко Дзефирелли и др.
Выступал в престижных залах и филармониях городов Осло, Гамбург, Берлин, Вена, Париж, Бирмингем, Токио, Амстердам, Брюссель, Лондон, Кёльн, Лейпциг, Нью-Йорк и др., а также с сольными программами в оперных театрах Шаттле, Бремена, Люксембурга, Сантьяго и др. В России на оперной сцене не пел.

## Избранный репертуар
- Евгений Онегин в одноимённой опере
- Князь Елецкий в «Пиковой Даме»
- Роберт в «Иоланте»
- Шакловитый в «Хованщине»
- Фигаро в «Севильском Церюльнике»
- Герцог Ноттингемский в «Роберто Деверё»
- Эрнесто в «Пиратах»
- Риккардо в «Пуританах»
- Жермон
- Граф ли Луна (" Трубадур ", Дж. Верди)
- Фальстаф ("Фальстаф", Дж. Верди)
- Родриго (" Дон Карлос", Дж. Верди)
- «Тангейзер»
- «Вольный Стрелок»
- «Вертер»
- «Манон Леско»
- «Фауст»
- «Нос»
- «Три Сестры»
- «Война и Мир»
- «Билли Бад».

## Избранная дискография

### аудио
- «Борис Годунов» Мусоргского под управлением Клаудио Аббадо (Sony Classical, 1994)
- «Три Сестры» — К. Нагано (Deutsche Grammophon, 1998)
- «Дон Карлос» — Фридрих Плеер (Nightingel ,1998)
- «Соловей» — Джеймс Конлон (EMI Classics, 1999)
- «Черевички» — Геннадий Рождественский (Dynamic, 2000)
- Романсы Чайковского — Шатле (Luxphone, 2000)
- «Военный Реквием» — Юнг Меркель (Deutsche Grammophon, 2009) и др.

### видео
- «Евгений Онегин» — Владимир Юровский (La Scala Records, 2006)
- «Роберто Деверё» — Фридрих Хайдер (Deutsche Grammophon 2005)
- «Скупой Рыцарь» — Владимир Юровский (OpusArte, 2004)
- «Борис Годунов» — Себастьян Вайгле (TDK, 2004)
- «Золотой Петушок» — Кент Нагано (TDK, 2002)
- «Соловей» — Джеймс Конлон (EMI, 2000) и др.